# Tachina stackelbergiana
Tachina stackelbergiana là một loài ruồi trong họ Tachinidae.